# Joannes-Henricus von Franckenberg
Joannes-Henricus von Franckenberg, nemški rimskokatoliški duhovnik, škof in kardinal, * 18. september 1726, Gross-Glogau, † 11. junij 1804.

## Življenjepis
21. septembra 1748 je prejel diakonsko in 10. avgusta 1749 duhovniško posvečenje.
28. maja 1759 je bil imenovan za nadškofa Mechelena.
1. junija 1778 je bil povdzignjen v kardinala.